# هجيرمات (عبري)
هجيرمات منطقة سكنية تقع في ولاية عبري، التابعة لمحافظة الظاهرة في سلطنة عمان. يقدر عدد سكانها بـ 186000 نسمة حسب إحصاء عام 2025 التابع للمركز الوطني للإحصاء والمعلومات الحكومي. رمز المنطقة هو 100110333، تمتاز بمناظرها الخلابة وجبالها الساحرة ويوجد بها بعض الحصون العتيقة ويوجد بالبلدة مجلس عام ذو تحفة تقليدية وهو مبني على الطراز التقديدي كالقلعة.

## الوصلات الخارجية
- المركز الوطني للإحصاء والمعلومات، سلطنة عمان